# Olivier Fagnère
 (janvier 2019).
 (septembre 2018).
Olivier Fagnère est un illustrateur français, né le 1er octobre 1973 à Reims.

## Biographie
(mai 2018).
Olivier Fagnère naît le 1er octobre 1973 à Reims. Tout d'abord engagé dans un cursus scientifique, il entre aux Beaux Arts de Reims.

## Publications
- Relais & Mago scénario de Nicolas Takian, édité par Semic tome 1 et 2
- Samantha scénario de Big Nose Production, éditée par Carabas

## Illustrations de jeux
(Liste non exhaustive)
- 2003 : Unanimo, Theo Coster & Ora Coster, Cocktailgames
- 2005 : Red Hot Silly Dragon, Guillaume Blossier & Frédéric Henry, Tilsit
- 2006 : Baron, Franz Gaudois, Tilsit

Récompense : Trophée Flip créateurs 2004
- 2006 : Passion Tribunes, Philippe de Seze, Jeux Pastille
- 2006 : Tchin tchin, Guillaume Blossier, Cocktailgames

Extension : la Barmaid, Guillaume Blossier, Cocktailgames & Interlude
- 2006 : Zygomar, Dominique Ehrhard, Cocktailgames
- 2007 : Bonne question, Ludovic Maublanc, Cocktailgames & Repos Production
- 2007 : Holidays, Leo Colovini, Tilsit
- 2007 : Kiproko, Claude Weber, Cocktailgames
- 2007 : Mexican Hold'em Poker, Cédrick Caumont & Thomas Provoost, Repos Production
- 2008 : Bluff Party, Christian Lemay, Cocktailgames
- 2008 : Mad Arena, Guillaume Blossier, Les XII Singes
- 2008 : Pickpocket, Reiner Knizia, Repos Production
- 2008 : Rythme and Boulet, Gabriel Ecoutin, Cocktailgames
- 2009 : Bluff Party 2, Christian Lemay, Cocktailgames
- 2009 : Crazy Dancing, Xavier Duthilieux & Nicolas Thiou, Cocktailgames
- 2009 : Crazy Poker, Cédrick Caumont & Thomas Provoost, Repos Production
- 2009 : Chimie Découverte, Filosofia
- 2009 : Excape, Reiner Knizia, Filosofia
- 2009 : Mon premier labo, Filosofia
- 2009 : You robot, Alain Rivollet, Repos Production
- 2010 : Fans de hockey, Louis-Philippe Dubreuil & Robert Dubreuil, Filosofia
- 2010 : Photo Party, Laurent Escoffier & Marc Tabourin, Cocktailgames
- 2010 : Photo Party Edition Nikon, Laurent Escoffier & Marc Tabourin, Cocktailgames & Nikon
- 2011 : L'atelier des chefs, Cyril Blondel, Cocktailgames
- 2011 : Comédia, Yves Hirschfeld & Franck Arguillere, Cocktailgames
- 2011 : Foutrak, Alexandre Droit, Pierre-Marie Jaillet & Laurent Ruptier, Cocktailgames
- 2011 : Spring Fever, Friedemann Friese, Filosofia
- 2011 : Trollland, Bruno Cathala, Ludocortex
- 2012 : Les Anagrafs : le Gorille et la Girolle, Frédéric Henry, Pulsar Games
- 2012 : Skeleton Island, Florian Fay, Ilopeli
- 2012 : Superlipopex, Brian Tinsman, Cocktailgames & Moonster Games
- 2013 : La chasse au trésor de Barbe Blanche, Jean-Philippe Mars, Valéry Fourcade, Laurent Escoffier & Guillaume Blossier, Labo Ludik
- 2013 : Chasse aux bonbons Halloween, Guillaume Blossier, Labo Ludik
- 2013 : Course aux bonbons, Guillaume Blossier, Labo Ludik
- 2013 : Hacking Party, Serge Helly, Witty editions
- 2013 : Le jeu du métro, Francois Marquay, Witty editions
- 2013 : Les Lutins de Noël, Guillaume Blossier, Labo Ludik
- 2013 : Visual Panic, Alexandre Droit, Cocktailgames
- 2014 : Casting, Romaric Galonnier, Blue Cocker & In Ludo Veritas
- 2014 : Korrigans, Arnaud Urbon & Ludovic Vialla, Matagot & Ilopeli
- 2014 : Rimes Mystères, Guillaume Blossier, Labo Ludik
- 2015 : Gallina City, Carlo A. Rossi, Cocktailgames
- 2015 : Mimtoo Disney, Nicolas Bourgoin, Asmodée & Cocktailgames
- 2015 : SAM la Pagaille !, Cédric Duwelz, Elements Editions
- 2016 : Yesss!, Romaric Galonnier, Blue Cocker
- 2016 : ZIGZAG Pocket, Cédric Duwelz & Franck Maury, Elements Editions
- 2017 : Sheep Sheep, Nicolas Walther, Azao Games
- 2017 : S.O.S Tortues, Cédric Duwelz, Elements Editions
- 2018 : Ephyran, Cédric Duwelz, Elements Editions

Extension en 2018 : Glory of gods, Cédric Duwelz, Elements Editions
- 2018 : Ninjaaa'Tack, Gaël Brennenraedts, Azao Games
- 2019 : Peco Peco, Frédéric Morard, Bragelonne Games
- 2019 : Saperli Noisettes d'Anne-Sophie Robin, Cit'inspir Editions
- 2019 : 6 Castles, Costa & Rôla, PYTHAGORAS
- 2019 : Dragons Arena, Stanislas Gayot, Elements Editions
- 2019 : Horde, Stéphane Pigneul, Bragelonne Games
- 2020 : 30 Secondes Chrono, Guillaume Aubrun & Yannick Robert, Le Jeu Français
- 2020 : Chaud Patate, Yannick Robert, Le Jeu Français
- 2020 : Le Jeu des Oursins, Yannick Robert, Le Jeu Français
- 2020 : Peco Peco, Frédéric Morard, Bragelonne Games
- 2020 : Rossio, Orlando Sá, PYTHAGORAS
- 2020 : Une sacrée année de m****, Yannick Robert, Le Jeu Français
- 2021 : Donjons & Siphons, Nicolas Le Vif, Bragelonne Games
- 2021 : Magellan: Elcano, Michael Schacht, PYTHAGORAS
- 2022 : Les 4 Pandastiques, Nicolas Mathieu, Elements Editions
- 2022 : Dom Pierre, Costa & Rôla, Pile Up Games
- 2022 : LUSITANIA XXI, João Quintela Martins, PYTHAGORAS
- 2023 : Soda, Luc de Bois & Adrien Fulda, Azao Games
- 2024 : Alpaga Fiesta, Elodie Dubois, Azao Games